# 聖費利克斯島
聖費利克斯島是智利的火山島，位於該國西部太平洋海域，由瓦爾帕萊索大區負責管轄，屬於德斯溫特德群島的一部分，長2.9公里、寬1.2公里，面積1.4平方公里，最高點海拔高度193米，島上無人居住。

## 外部連結
- Beschreibung für Seefahrer （页面存档备份，存于） (PDF-Datei; 463 kB)